# Distrito de Santa Cruz (Alto Amazonas)
El distrito de Santa Cruz es uno de los seis que conforman la provincia de Alto Amazonas, ubicada en el departamento de Loreto en el Perú.
Desde el punto de vista jerárquico de la Iglesia católica forma parte del Vicariato Apostólico de Yurimaguas, también conocido como Vicariato Apostólico de San Gabriel de la Dolorosa del Marañón.
A nivel nacional, Santa Cruz ocupa el puesto 950 de los 1.833 distritos que hay en Perú y representa un 0,0149 % de la población total del país.

## Límites del Distrito
Limita con los distritos de Lagunas, Teniente César López Rojas, Yurimaguas y Jeberos; distritos de Parinari y Puinahua de las provincias de Loreto y Requena respectivamente:
Por el norte limita con el distrito de Lagunas y el distrito de Parinari, provincia de
Loreto.

El límite se inicia en un punto de cota 107 de coordenada UTM 396,5 km E y 9´405,2 km N y continúa en dirección Sur por la divisoria de aguas entre la laguna Naranjal y la laguna Corina hasta un punto de coordenada UTM 406,5 km E y 9´405,5 km N. El límite continua en dirección Sur Este en línea recta hasta un punto en el thalweg del río Huallaga de coordenadas UTM 408,4 km E y 9´401,9 km N, prosigue en dirección Sur Oeste en línea recta hasta un punto de coordenada UTM 407,5 km E y 9´397,0 km N. El límite continua en dirección Este por la divisoria de aguas del río Yuracyacu y el río Huallaga (tributario:laguna Achual Tipishca) hasta un punto de cota 168 de coordenadas UTM 429,1 km E y 9´392,4 km N.

Por el este limita con el distrito de Parinari, provincia de Loreto y el distrito de Puinahua, provincia de Requena.

Del último punto de mencionado, el límite continúa en dirección Sur por la divisoria de aguas del río Yuracyacu, río Shishinahua (tributario:quebrada Tunchiyacu) y el río Pacaya, hasta un punto de cota 177 de coordenada UTM 440,8 km E y 9´347,6 km N.

Por el sur y el suroeste limita con el distrito de Teniente César López Rojas y Yurimaguas.

Del último punto mencionado, el límite continúa en dirección Nor este, por la divisoria de aguas del río Shishinahua (tributarios: quebrada Shishinahua, quebrada Ungurahui y quebrada Ituchiyacu) y el río Cuiparillo (tributarios: quebrada Yuracyacu y quebrada Moteluyacu), río Huallaga (tributario: quebrada Providencia), hasta un punto de cota 111 de coordenada UTM 393,3 km E y 9´371,7 km N. El límite continúa en dirección Este en línea recta hasta un punto en el thalweg del río Huallaga de coordenada UTM 394,5 km E y 9´376,5 km N, continua en dirección Oeste hasta un punto de cota 108 de coordenada UTM 380,7 km E y 9´377,4 km N.

Por el noroeste limita con el distrito de Jeberos.

Del último punto mencionado, el límite continúa en dirección Nor Este por la divisoria de aguas del río Huallaga y río Aypena (tributario: río Zapote), hasta un punto de cota 107 de coordenadas UTM 396,5 km E y 9´405,2 km N, punto de inicio de la presente descripción.

## Geografía humana
En este distrito de la Amazonia peruana habita la etnia Tupi-Guaraní grupo Cocama-Amahuaca.